# Josef Schmid (Politikwissenschaftler)
Josef Schmid (* 1956 in Zoznegg) ist ein deutscher Politikwissenschaftler. Er war Professor für Politische Ökonomie und Politikfeldanalyse und zuletzt Dekan der Fakultät für Wirtschafts- und Sozialwissenschaften an der Universität Tübingen. Schmid war Mitglied der Rürup-Kommission und berät die Bertelsmann-Stiftung.

## Leben
Schmid studierte ab 1978 an der Uni Konstanz Politikwissenschaft, Soziologie und Verwaltungswissenschaft (Magister) und schloss mit einer Arbeit zur Entwicklung wohlfahrtsstaatlicher Programmatik und Praxis bürgerlicher Parteien am Beispiel der englischen Conservative Party und der deutschen CDU ab. Er promovierte über „Die CDU. Organisationsstrukturen, Politiken und Funktionsweisen einer Partei im Föderalismus“ (erschienen 1990) und schrieb seine Habilitation zum Thema „Wohlfahrtsverbände in modernen Wohlfahrtsstaaten. Soziale Dienste in historisch-vergleichender Perspektive“ (erschienen 1996). Ab 1989 lehrte er u. a. an der Ruhr-Universität Bochum, in Konstanz und wurde 1997 Professor für Vergleichende Politikwissenschaft an der Universität Osnabrück und ein Jahr später als Professor für „Politische Wirtschaftslehre und Vergleichende Politikfeldanalyse“ ans Institut für Politikwissenschaft in Tübingen berufen. 2010 bis 2022 hauptamtlicher Dekan der Wirtschafts- und Sozialwissenschaftlichen Fakultät der Universität Tübingen.
Josef Schmid ist verheiratet und hat zwei Kinder.

## Arbeit
Schmid beschäftigt sich mit dem Vergleich von Wohlfahrtsstaaten und deren Systemen. Er untersucht die Wirtschafts-, Arbeits-, Bildungs- und Sozialpolitik und deren Integration zu einem sozialstaatlichen Vorsorgesystem und er forscht zu Organisationen.
Schmid war Mitglied der Rürup-Kommission und im „beschäftigungspolitischen Beirat“ der Bertelsmann-Stiftung.